# Новоивановка (Давлекановский район)
Новоивановка (баш. Яңы Ивановка) — деревня в Давлекановском районе Республики Башкортостан Российской Федерации. Входит в состав Поляковского сельсовета. 

## География

### Географическое положение
Расстояние до:
- районного центра (Давлеканово): 24 км,
- центра сельсовета (Поляковка): 7 км,
- ближайшей ж/д станции (Давлеканово): 24 км.

## Население
| 2002 | 2009 | 2010 |
| ---- | ---- | ---- |
| 8    | ↘7   | ↘4   |

Согласно переписи 2002 года, преобладающая национальность — русские (75 %).